# Kristina Richter
Kristina Richter z domu Hochmuth (ur. 24 października 1946 w Zwickau) – enerdowska piłkarka ręczna, reprezentantka kraju, dwukrotna medalistka olimpijska, trzykrotna mistrzyni świata.
Dwukrotnie wzięła udział w letnich igrzyskach olimpijskich. W turnieju piłki ręcznej podczas igrzysk w Montrealu w 1976 roku zdobyła srebrny medal olimpijski. Zagrała we wszystkich pięciu meczach, w których zdobyła 27 bramek. Cztery lata później na igrzyskach w Moskwie zdobyła brązowy medal. Tak jak w Montrealu wystąpiła we wszystkich spotkaniach turnieju olimpijskiego i zdobyła 19 bramek. Podczas ceremonii otwarcia igrzysk w Moskwie pełniła rolę chorążej reprezentacji Niemieckiej Republiki Demokratycznej.
Trzykrotnie została mistrzynią świata w piłce ręcznej – w 1971, 1975 i 1978 roku.